# خوليو جونز
خوليو جونز (بالإنجليزية: Julio Jones)‏ (و. 1989  م) هو لاعب كرة قدم أمريكية، من الولايات المتحدة، ولد في فولي، يلعب كمستقبل واسع ‏.

## التعليم
تعلم في Foley High School ‏.

## روابط خارجية
- خوليو جونز على موقع إي إس بي إن.كوم (أن.أف.أل)3
- خوليو جونز على موقع مرجع كرة القدم المحترفة.كوم (الإنجليزية)